# Jessie Kenney

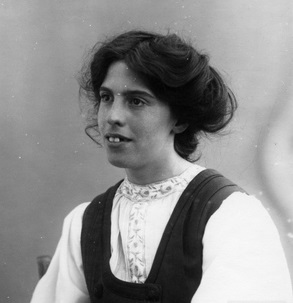
Jessie Kenney, 1909

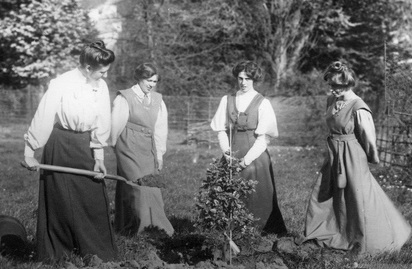
Mary Blathwayt beim Pflanzen eins Baumes im Garten von Eagle House mit Vera Holme, Jessie Kenney (Mitte rechts) und Annie Kenney, 1909

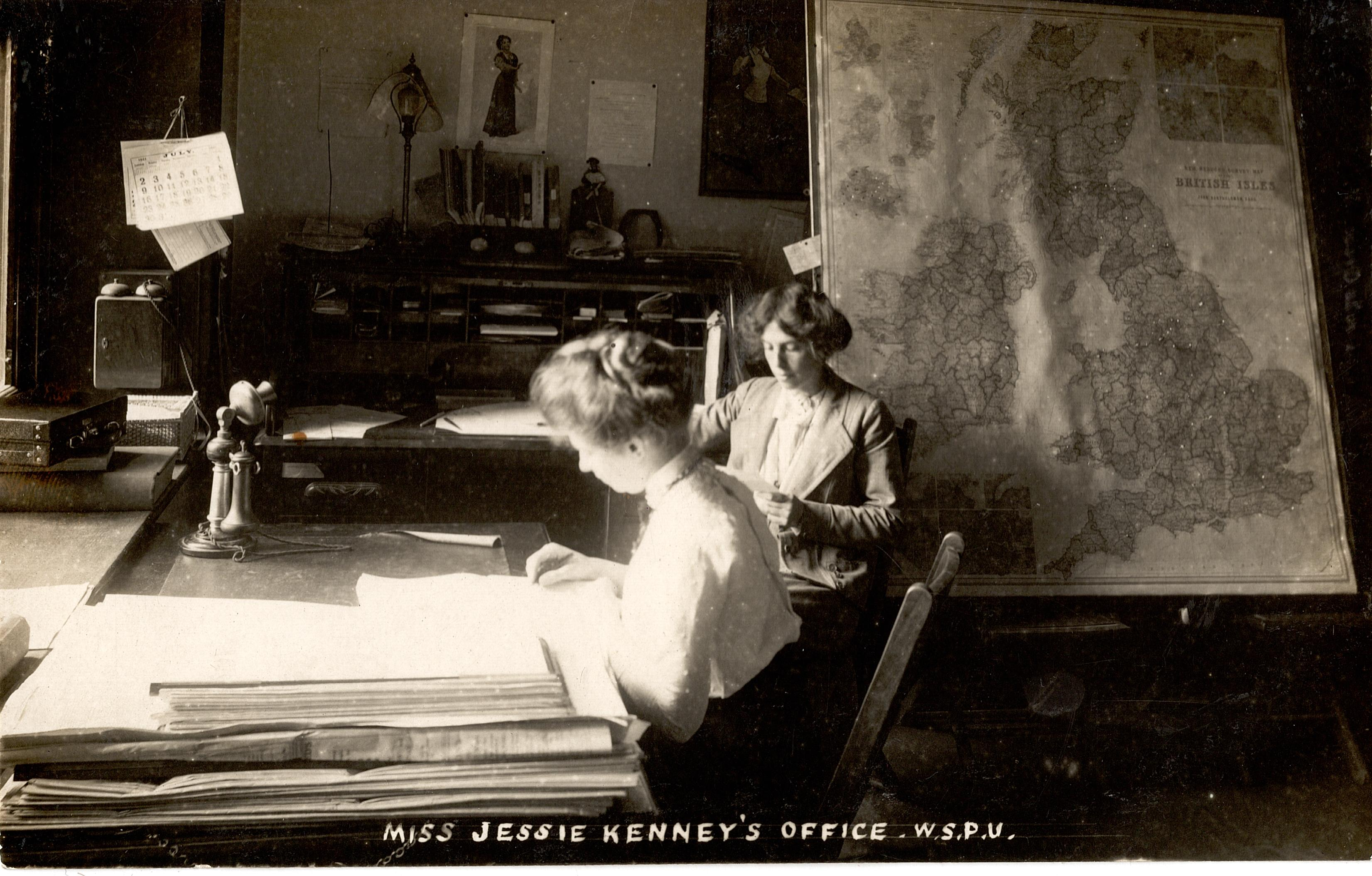
Jessie Kenneys Büro im Hauptquartier der WSPU, 1911

Jessica (Jessie) Kenney (* 1887 in Lees, Greater Manchester; † 1985 in Braintree, Essex) war eine englisch-britische Suffragette, die wegen eines Angriffs auf den Premierminister und den Innenminister inhaftiert wurde. Von den Behörden wurden zudem Einzelheiten über eine Bombenkampagne in ihrer Wohnung entdeckt, während Kenney zur Genesung im Ausland war. Später machte sie eine Ausbildung als Funkerin, arbeitete aber als Stewardess.

## Leben
Kenney war die jüngste Tochter von sieben Töchtern und zwölf Geschwistern, von denen elf das Säuglingsalter überlebten, von Horatio Nelson Kenney (1849–1912) und Anne Wood (1852–1905). Die Familie entstammte der Arbeiterklasse und mehrere Schwestern Kenney waren als Suffragette aktiv, darunter Ann (Annie), Sarah Ellen (Nell), Caroline (Kitty) und Jane (Jenny). Zusammen mit Kenney spielte ihre acht Jahre ältere Schwester Annie eine führende Rolle in der Women’s Social and Political Union (WSPU), Jenny und Kitty waren ebenfalls Suffragetten und wurden zusätzlich Montessori-Lehrerinnen und emigrierten 1916 in die USA.
Kenney arbeitete ab ihrem dreizehnten Lebensjahr wie ihre Schwestern in einer Baumwollspinnerei und engagierte sich dort zusammen mit ihren Schwestern Annie, Alice und Jennie in der Gewerkschaft. Ihre Mutter starb 1905 im Alter von dreiundfünfzig Jahren, und im selben Jahr engagierte sich Kenney aktiv in der WSPU, nachdem sie und ihre Schwester Annie im Oldham Clarion Vocal Club Reden von Teresa Billington-Greig und Christabel Pankhurst erlebt hatten. Kenney hatte zwar nicht die Begabung ihrer älteren Schwester Annie für öffentliche Reden, war aber die bessere Organisatorin. Im Jahr 1906 wurde sie die Sekretärin von Emmeline Pethick-Lawrence und arbeitete in der WSPU in der Organisatorin von Versammlungen, Versammlungsstörerinnen und Protestabordnungen.
Im Sommer und Herbst 1908 gingen Kenney, Elsie Howey und Vera Wentworth mehrfach Premierminister H. H. Asquith an.  Während der Sommerpause verfolgten sie und Howey ihn in der Nähe seines Ferienhauses in Clovelly, Devon, sprachen ihn in der Kirche und auf dem Golfplatz mit seinem Innenminister Herbert Gladstone an, mit der Anschuldigung, warum er im Urlaub sei, während Frauen inhaftiert würden. Sie lieferten sich mit ihm körperliche Auseinandersetzungen und kamen heimlich in seinen Privatgarten um ihn mit Flugblättern, Transparenten in den drei WSPU-Farben und die Scheiben mit der Aufschrift „Lasst Patricia Woodlock frei“ zu versehen. Bei anderer Gelegenheit warfen sie beim Abendessen in Lympne Castle Steine ins Fenster. Kenney und Wentworth wurden schließlich wegen Angriffs auf den Premierminister ins Gefängnis gesteckt.
Die Postordnung erlaubte es „menschliche Briefe“ zu versenden. Am 23. Februar 1909 nutzte Kenney diese Möglichkeit, um zwei Suffragetten, Daisy Solomon und Elspeth McClelland, vom Strand Post Office zum Premierminister zu schicken und einen Zeitungsreporter für Publicity zu alarmieren. Am 16. April 1909 gehörte Kenney zu einer Delegation, die Emmeline Pethick-Lawrence nach ihrer Entlassung aus dem Holloway Prison am frühen Morgen abholte und zu einem Frühstück mit mehr als hundert WSPU-Mitgliedern in ein Restaurant Piccadilly Circus begleitete. Am 10. Dezember 1909 verkleidete sich Kenney als Telegrafenjunge, um bei einer öffentlichen Versammlung in Manchester Zugang zum Premierminister zu erhalten. Sie hatte keinen Erfolg, aber auch hier wurde ein Bild des Vorfalls als Werbung für die Sache verwendet.
Kenney und ihre Schwester Annie wurden in das Haus von Mary Blathwayts Familie eingeladen, um im Garten von Eagle House im Gedenken an zum Beispiel Gefängnisstrafen einen Baum zu pflanzen. Später bekamen die Schwestern Hausverbot, weil die Blathwayts von der Gewalttätigkeit der Angriffe auf Regierungsminister abgestoßen waren.
Beim Women's March zur Albert Hall am 18. Juni 1910 führte Kenney zusammen mit „General“ Flora McKinnon Drummond und anderen hochrangigen Mitgliedern der Bewegung die Prozession durch London zu Pferd an.
1913 war Kenney krank und wurde von der Wohnung, die sie mit ihrer Schwester Annie teilte, zur Erholung in die Schweiz geschickt. Die Krankheit wurde als „Zusammenbruch“ beschrieben, aber Mary Blathwayt erinnerte sich, dass es sich um eine Lungeninfektion handelte. Kenneys Abwesenheit hinderte sie daran, vor einer Polizeidurchsuchung belastende Papiere in ihrer Wohnung zu vernichten. Die beschlagnahmten Papiere lieferten Beweise dafür, dass der Chemiker Edwy Godwin Clayton im Auftrag der WSPU in Brandstiftungen verwickelt war. Clayton und andere wurden verurteilt und er erhielt 21 Monate Gefängnis. Clayton trat in den Hungerstreik und wurde nach 15 Tagen freigelassen, woraufhin er ins Ausland ging.
Kenney folgte, wie viele andere, dem Stillhalteabkommen der WSPU mit der Regierung als der Erste Weltkrieg ausbrach.
Im Juni 1917 begleitete Kenney Emmeline Pankhurst auf einer Reise nach Russland, um im Auftrag der britischen Regierung russische Frauen für den Krieg zu gewinnen. Ihre Aufzeichnungen über diese Reise und ihre Erfahrungen wurden nie veröffentlicht.
Nach ihrer Arbeit für die WSPU beschloss sie, in einem Bereich zu arbeiten, der mit ihrem Interesse am Radio und der Wissenschaft im Allgemeinen zusammenhing. Sie holte sich Rat bei Emmeline Pankhurst und Marie Curie und kam zu dem Schluss, dass sie mit ihren Mitteln eine Ausbildung als Funkerin machen könnte. Dies war nicht ohne Ehrgeiz, da alle Formulare davon ausgingen, dass die Funker männlich sein würden. Im Jahr 1923 besuchte sie das North Wales Wireless College und erwarb ein erstklassiges Zertifikat in Funktelegrafie. Da sie aber keine Arbeit als Funkerin fand, arbeitete sie schließlich als Stewardess bei der Furness Bermuda Line und der Orient Steam Navigation Company.
Während des Zweiten Weltkriegs lebte sie eine Zeit lang bei ihrer Schwester und ihrem Schwager, Annie und James Taylor, in Letchworth Garden City. Sie folgte dem Weg ihrer Schwester von der Theosophie zum rosenkreuzerischen Glauben gefolgt. Sie kehrte zu verschiedenen vorübergehenden Wohnsitzen in London zurück und arbeitete als Schulsekretärin und Sozialarbeiterin an der Battersea County School. Von 1969 bis zu ihrem Tod 1985 befand sie sich in der Obhut der Missionsfranziskanerinnen in Braintree, Essex, und wurde am Weihnachtstag 1973 römisch-katholisch.